# Azurmalachit
Azurmalachit (azuromalachit) – kamień ozdobny, mieszanka azurytu i malachitu, występująca zwykle w postaci zbitych skupień.

## Właściwości
- Wzór chemiczny: Cu3(CO3)2(OH)2 (azuryt) i Cu2CO3(OH)2 (malachit)
- Barwa: niebieskozielony

## Występowanie

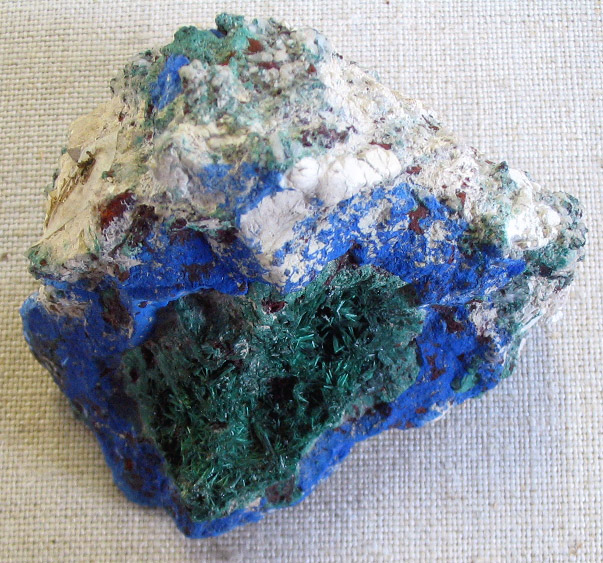
azuryt i malachit

USA, Demokratyczna Republika Konga, Niemcy

## Wykorzystanie
Cenny surowiec rzeźbiarski i dekoracyjny. Często stosowany w jubilerstwie, zwykle w formie kaboszonowej, rzadziej ze szlifem tabliczkowym.